# 20e méridien ouest
En géographie, le 20e méridien ouest est le méridien joignant les points de la surface de la Terre dont la longitude est égale à 20° ouest.

## Géographie

### Dimensions
Comme tous les autres méridiens, la longueur du 20e méridien correspond à une demi-circonférence terrestre, soit 20 003,932 km. Au niveau de l'équateur, il est distant du méridien de Greenwich de 2 226 km,.
Avec le 160e méridien est, il forme un grand cercle passant par les pôles géographiques terrestres.

### Régions traversées
En commençant par le pôle Nord et descendant vers le sud au pôle Sud, Le 20e méridien ouest passe par:
| Coordonnées          | Pays, territoire ou mer | Notes                                                                  |
| -------------------- | ----------------------- | ---------------------------------------------------------------------- |
| 90° 00′ N, 20° 00′ O | Océan Arctique          |                                                                        |
| 81° 33′ N, 20° 00′ O | Groenland               |                                                                        |
| 78° 49′ N, 20° 00′ O | Baie Jokel (en)         |                                                                        |
| 77° 59′ N, 20° 00′ O | Groenland               | Île Gamma (en) et Péninsule Germania (en)                              |
| 76° 55′ N, 20° 00′ O | Dove Bay                |                                                                        |
| 76° 15′ N, 20° 00′ O | Groenland               | île principale, île Kuhn , et l'île principale à nouveau               |
| 74° 16′ N, 20° 00′ O | Océan Atlantique        | Mer du Groenland                                                       |
| 66° 02′ N, 20° 00′ O | Islande                 | Région Nord-ouest Région de l'Ouest Région Sud                         |
| 63° 32′ N, 20° 00′ O | Océan Atlantique        |                                                                        |
| 60° 00′ S, 20° 00′ O | Océan Austral           |                                                                        |
| 73° 25′ S, 20° 00′ O | Antarctique             | Frontière entre les territoires revendiqués par Royaume-Uni et Norvège |